# Бенгтссон, Бенгт
Бенгт Фольке Бенгтссон (швед. Bengt Folke Bengtsson; 30 сентября 1897, Тосшё, Швеция — 10 октября 1977, Стокгольм, Швеция) — офицер вооружённых сил Швеции, в звании полковник. Олимпийский чемпион 1920 года по спортивной гимнастике. Участник зимней войны.

## Биография

### Ранние годы
Бенгтссон родился 30 сентября 1897 года в Тосшё, лен Кристианстад, в семье агента по недвижимости Свена Бенгтссона и его жены Эллы (в девичестве Люнггрен). Бенгт был младшим братом известного шведского писателя Франца Гуннара Бенгтссона. В 1918 году Бенгтссон получил звание младшего лейтенанта в артиллерийском полку Вендес в Кристианстаде. С 1921 по 1922 годы он учился в Королевском центральном институте гимнастики. В 1920 году он принял участие на летних Олимпийских играх в качестве гимнаста. В составе шведской команды он завоевала золотую медаль в мужской первенстве по шведской системе.

### Карьера
С 1922 по 1924 годы Бенгтссон проходил высшие курсы в Артиллерийско-инженерном колледже шведской армии. Затем, в период с 1924 по 1926 год, он проходил повторную подготовку, а в 1930 году стал лейтенантом артиллерийского штаба. В 1931 году прошел обучение воздушной разведке и получил звание капитана в 1932 году. В том же году Бенгтссон был командирован в Финляндию, а в 1936 году он начал служить в «Артиллерийском полку Смоланд» в Йёнчёпинге, где в 1939 году получил звание майора. В этом же году его перевели в артиллерийское отделение ПВО (швед. Luftvärnstrupperna), а в 1940 году он продолжил служить в штабе армии. Бенгтссон принимал участие в зимней войне 1940 года.
В 1941 году Бенгтссон получил звание подполковника и с 1940 по 1943 годы занимал должность начальника отдела противовоздушной обороны в штабе армии. В 1944 году Бенгтссон получил звание полковника и был назначен командиром Гетеборгского зенитного корпуса в 1943 году. В 1946 году он стал командиром Карлсборгского зенитного полка в Карлсборге до 1953 года.В 1958 году он начал работать в Шведском национальном институте оборонных исследований .

## Личная жизнь
В 1932 году Бенгтссон вступил в брак с Карин Фреск (род. в 1904 году), дочерью старшего инженера Альберта Фреска и Гурли (в девичестве Сёдерстрем).

## Воинские звания
- 1918 — младший лейтенант.
- 1930 — лейтенант.
- 1932 — капитан.
- 1939 — майор.
- 1941 — подполковник.
- 1944 — полковник.